# Кзыл-Булгар
Кзыл-Булгар — посёлок в Высокогорском районе Татарстана. Входит в состав Мульминского сельского поселения.

## География
Находится в северо-западной части Татарстана на расстоянии приблизительно 26 км на восток-северо-восток от районного центра посёлка Высокая Гора недалеко от железнодорожной линии Казань-Агрыз.

## История
Основан в 1930-х годах.

## Население
Постоянных жителей было: в 1938—107, в 1949—112, в 1958 — 77, в 1970 — 74, в 1989 — 27, 17 в 2002 году (татары 100 %), 10 в 2010.